# Winamp
A Winamp multimédiás lejátszóprogram, melyet a Justin Frankel és Dmitrij Boldirev (Дмитрий Болдырев) által alapított Nullsoft fejlesztett ki, és melyet később az America Online, majd a Radionomy vásárolt meg. A 2-es verzió óta a szoftver ingyenes, bizonyos extrák igénybevételéért kell csak fizetni. Felhasználótábora, köszönhetően a számos lehetőségnek, rengeteg plugint és skint készített hozzá házilag. Korai éveiben híres volt még kitűnő zenevizualizációs képességeiről, a könnyen kezelhető playlistekről és a rendszerezhető médiakönyvtárakról.
Első változata 1997-ben jelent meg, és rövid időn belül hárommillióan töltötték le, mely az ekkoriban rohamosan terjedő mp3 népszerűségének is volt köszönhető. A 2.0-s verzió és különféle alváltozatai 1998-ban jelentek meg, és a szoftver ezeknek köszönhetően lett az egyik leggyakrabban letöltött Windows-szoftver. A 2000-es években a Winampot több mint 25 millióan használták. 2002-ben kísérletet tettek a teljes újraírásra, de a Winamp 3 megbukott, utódja, a Winamp 5 (2003) és továbbfejlesztett verziói azonban újra sikeresek lettek.
2021-ben bejelentették, hogy újragondolva, a kor igényeinek megfelelően újraélesztik a szoftvert, ugyanakkor az 5.8-as verzió továbbra is elérhető lesz a hivatalos honlapon.

## Képességek
A Winamp5 képességei a következők:
- FLAC, MIDI, MOD, MP1, MP2, MP3, AAC, Ogg Vorbis, WAV, WMA, Chiptunes és sok más hangformátum lejátszása.
- AVI támogatása, melyek a felhasználó rendszerére telepített DirectShow szűrőkkel játszik le; MPEG; és NSV (Nullsoft Streaming Video).
- Plug-in-ek kiegészítő bemeneti és kimeneti formátumokhoz, hangeffektek (DSP pluginekkel), és vizuális effektek (Advanced Visualization Studio (AVS) és MilkDrop).
- Winamp 2 "klasszikus" és Winamp 3 "modern" skinek támogatása

## Fejlesztése
1997-ben Justin Frankel és Dmitrij Boldirev, a Utah Egyetem volt diákjai windowsos kezelőfelületet írtak az Advanced Multimedia Products "AMP" névre hallgató mp3-lejátszó algoritmushoz. A szoftver így kapta a Winamp nevet (eleinte még mint WinAMP). Első, 0.2-es verziója nem volt több, mint egy közönséges miniatűr ablak, kizárólag fájlmegnyitási és megállítási képességgel. A 0.92-es verzió volt az első, amelyben megjelentek a Winamp klasszikusnak számító vizuális jegyei: az ezüstszínű gombok, a piros-zöld hangerősáv, a zöld betűk; de még nem lehetett beletekerni a számokba, és a spektrumanalizátor is kimaradt.
1997-ben megjelent a program 1.0-s változata, melyet az akkor frissiben megalakított Nullsoft fejlesztett. Jogi viták hatására elhagyták az AMP környezetet, helyette a saját fejlesztésű Nitrane rendszert helyezték a programba, mely ingyenesről 10 dolláros shareware programmá vált. Az 1998-ban megjelent 1.9-es verzió már képes volt plugineket is kezelni: le tudta játszani a MOD-fájlokat, emellett megjelentek az első vizualizációs pluginek. A néhány nappal később megjelent 1.91-es verzió már kezelte a WAV fájlokat, az audio CD-ket, és ekkor került bele a híres demó-mp3 is, "It really whips the llama's ass!" szöveggel.
1998 szeptemberében kijött a 2.0-s változat, melyben a playlist kezelése vált sokkal egyszerűbbé, megjelentek az első skinek és a hangszínkiegyenlítő (Equalizer) is. Az AMP miatti jogviták miatt a Nitrane-t is elhagyták, és a Fraunhofer saját mp3-dekódoló rendszerét ültették a programba. 1999 júniusában a Nullsoftot felvásárolta az America Online (AOL), ugyanebben az évben elindult a winamp.com adatbázisa, mely számtalan plugin és skin lelőhelyévé vált, melyet a felhasználók készíthettek és oszthattak meg egymással. A szoftver ekkortól kezdve freemium lett, azaz az alapvető szolgáltatásokért nem kellett fizetni.
2002 augusztusában megjelent a Winamp3 első verziója (neve szándékosan hasonlított így egybeírva az mp3 nevére), melyben teljesen újraírták az egész szoftvert, az újonnan programozott Wasabi keretrendszer segítségével. A Winamp 2 mellett párhuzamosan fejlesztették, de sok felhasználó gyengébbnek találta a réginél, részben néhány hiányzó funkciója miatt, részben pedig azért, mert erőforrásigénye is nagyobb volt. Egyik régi skin vagy plugin sem volt vele kompatibilis, ráadásul nem került bele a 2-es verzióban éppen bevezetett SHOUTcast támogatás sem, mely az internetes rádiózás lehetőségét hozta el. Emiatt a szoftver teljes bukás lett, és a Nullsoft felismerve ezt kiadta 2003-ban a Winamp 2.9-es verzióit, melyek viszont a következő változat előszelei voltak.
Ez volt a 2003 decemberében bemutatkozó Winamp 5 (2+3=5), mely egyesítette a 2-es verzió jól bevált funkcióit a 3-as változat újításaival. Ez már jóval stabilabb és elfogadhatóbb verzió volt, a felhasználók is szerették. Az 5.2-es verziótól kezdve lehetségessé vált a szinkronizálás az iPod-dal. 2007-ben a program megjelenésének 10 éves évfordulójára adták ki az 5.5-ös változatot, mely támogatta az albumborítókat, beépítetten tartalmazta a nyelveket, és a vadonatúj Bento skin egyetlen ablakban szerepeltette az összes funkciót. Ez a verzió már nem támogatta a Windows 9x operációs rendszereket. A Winamp 5.6-tól kezdve az Android Wi-Fi támogatás (és az első androidos verzió is ekkor jött ki), az AAC kodek, valamint a kibővített id3 tag-kezelés kerültek be. A szoftver apró fejlesztése az 5.666-os verzióig tartott, ekkor jelentette be az AOL, hogy bezárja a fejlesztőstúdiót, s így a Winamp fejlesztését is abbahagyja. A 2013 decemberében megjelent utolsó változat telepítőiből már ki is maradtak az AOL-kapcsolatra utaló elemek. Ekkoriban már fejlesztés alatt állt, de a zártkörű bétaprogramon kívül kiadásra soha nem került 5.7-es verzió, melyben bevezették volna a felhőalapú zenetárolást, amelynek segítségével a felhasználók bárhol meghallgathatták volna saját zenéiket, hasonlóan a mai nagy zeneáruházakhoz.
A magára hagyott szoftver iránt először a Microsoft kezdett el érdeklődni, majd 2014 januárjában a belga Radionomy vásárolta azt fel, a SHOUTcast-tel együtt. Jelen pillanatban is fejlesztés alatt áll a szoftver legújabb, 5.8-as verziója, melyet a fejlesztők 2016-ra ígérnek.

## Megszűnése
A Winamp nagy sikerének ellenére megszűnt 2013. december 20-án. Megszűnésének oka valószínűleg a sok online szolgáltatás, mint az iTunes, Spotify, SoundCloud, Deezer, vagy akár a YouTube, ami mellett nem volt már nagy érdeklődés a szoftver iránt. Eredetileg úgy volt, hogy a hivatalos weboldal sem lesz elérhető, ennek ellenére a mai napig letölthetjük a szoftvert a megbízható forrásból.